# Кочигино (Ивановская область)
Кочигино — деревня в Родниковском районе Ивановской области. Входит в состав Филисовского сельского поселения.

## География
Находится в центральной части Ивановской области на расстоянии приблизительно 4 км на запад-северо-запад по прямой от районного центра города Родники.

## История
В 1872 году здесь (тогда деревня Нерехтского уезда Костромской губернии) было учтено 25 дворов, в 1907 году — 38.

## Население
Постоянное население составляло 133 человека (1872 год), 156 (1897), 194 (1907), 13 в 2002 году (русские 97 %), 9 в 2010.